# 南方雪层杜鹃
南方雪层杜鹃（学名：Rhododendron nivale sp. australe）为杜鹃花科杜鹃花属下的一个亚种。